# Grand Prix Miguel Indurain 2015
La 66e édition du Grand Prix Miguel Indurain a eu lieu le 4 avril 2015. La course fait partie du calendrier UCI Europe Tour 2015 en catégorie 1.1.
L'épreuve a été remportée lors d'un sprint à deux par l'Espagnol Ángel Vicioso (Katusha) devant son compatriote Ion Izagirre (Movistar) tandis que le coéquipier de ce dernier, Beñat Intxausti un autre Espagnol, termine troisième à deux secondes.

## Présentation

### Équipes
Classé en catégorie 1.1 de l'UCI Europe Tour, le Grand Prix Miguel Indurain est par conséquent ouvert aux WorldTeams dans la limite de 50 % des équipes participantes, aux équipes continentales professionnelles, aux équipes continentales et aux équipes nationales.
Seize équipes participent à ce Grand Prix Miguel Indurain - trois WorldTeams, deux équipes continentales professionnelles, dix équipes continentales et une équipe nationale :
| UCI WorldTeams    | UCI WorldTeams | UCI WorldTeams |
| Nom de l'équipe   | Pays           | Code           |
| ----------------- | -------------- | -------------- |
| Cannondale-Garmin | États-Unis     | TCG            |
| Katusha           | Russie         | KAT            |
| Movistar          | Espagne        | MOV            |

| Équipes continentales professionnelles | Équipes continentales professionnelles | Équipes continentales professionnelles |
| Nom de l'équipe                        | Pays                                   | Code                                   |
| -------------------------------------- | -------------------------------------- | -------------------------------------- |
| Caja Rural-Seguros RGA                 | Espagne                                | CJR                                    |
| Novo Nordisk                           | États-Unis                             | TNN                                    |

| Équipes continentales  | Équipes continentales  | Équipes continentales |
| Nom de l'équipe        | Pays                   | Code                  |
| ---------------------- | ---------------------- | --------------------- |
| AWT-Greenway           | Tchéquie               | AWT                   |
| Burgos BH              | Espagne                | BUR                   |
| Inteja-MMR Dominican   | République dominicaine | DCT                   |
| Keith Mobel-Partizan   | Serbie                 | KMP                   |
| Lokosphinx             | Russie                 | LOK                   |
| Murias Taldea          | Espagne                | MUR                   |
| Rádio Popular-Boavista | Portugal               | RPB                   |
| Skydive Dubai          | Émirats arabes unis    | SKD                   |
| Start-Massi            | Paraguay               | STF                   |
| W52-Quinta da Lixa     | Portugal               | W52                   |

| Équipe nationale                   | Équipe nationale | Équipe nationale |
| Nom de l'équipe                    | Pays             | Code             |
| ---------------------------------- | ---------------- | ---------------- |
| Équipe nationale d'Espagne espoirs | Espagne          | ESP              |

### Règlement de la course

#### Primes
Les vingt prix sont attribués suivant le barème de l'UCI,. Le total général des prix distribués est de 14 477 €.
| Position | 1er     | 2e      | 3e      | 4e    | 5e    | 6e    | 7e    | 8e    | 9e    | 10e à 20e |
| Prix     | 5 785 € | 2 895 € | 1 445 € | 715 € | 580 € | 433 € | 433 € | 287 € | 287 € | 147 €     |

## Classements

### Classement final
| Classement final | Classement final   | Classement final | Classement final       | Classement final   |
|                  | Coureur            | Pays             | Équipe                 | Temps              |
| ---------------- | ------------------ | ---------------- | ---------------------- | ------------------ |
| 1er              | Ángel Vicioso      | Espagne          | Katusha                | en 4 h 56 min 42 s |
| 2e               | Ion Izagirre       | Espagne          | Movistar               | + 0 s              |
| 3e               | Beñat Intxausti    | Espagne          | Movistar               | + 2 s              |
| 4e               | Janier Acevedo     | Colombie         | Cannondale-Garmin      | + 14 s             |
| 5e               | Alejandro Valverde | Espagne          | Movistar               | + 39 s             |
| 6e               | Daniel Moreno      | Espagne          | Katusha                | + 39 s             |
| 7e               | Amets Txurruka     | Espagne          | Caja Rural-Seguros RGA | + 39 s             |
| 8e               | Francisco Mancebo  | Espagne          | Skydive Dubai          | + 41 s             |
| 9e               | Tom-Jelte Slagter  | Pays-Bas         | Cannondale-Garmin      | + 41 s             |
| 10e              | Peio Bilbao        | Espagne          | Caja Rural-Seguros RGA | + 46 s             |
| modifier         |                    |                  |                        |                    |

### UCI Europe Tour
Ce Grand Prix Miguel Indurain attribue des points pour l'UCI Europe Tour 2015, par équipes seulement aux coureurs des équipes continentales professionnelles et continentales, individuellement à tous les coureurs sauf ceux faisant partie d'une équipe ayant un label WorldTeam.
| Position,          | 1er | 2e | 3e | 4e | 5e | 6e | 7e | 8e | 9e | 10e | 11e | 12e |
| Classement général | 80  | 56 | 32 | 24 | 20 | 16 | 12 | 8  | 7  | 6   | 5   | 3   |

## Liste des participants
- Liste de départ complète

| Légende | Légende                                                                    | Légende | Légende                                                    |
| ------- | -------------------------------------------------------------------------- | ------- | ---------------------------------------------------------- |
| Num     | Dossard de départ porté par le coureur sur ce Grand Prix Miguel Indurain   | Pos     | Position à l'arrivée de la course                          |
|         | Indique un maillot de champion national ou mondial, suivi de sa spécialité | NP      | Indique un coureur qui n'a pas pris le départ de la course |
| AB      | Indique un coureur qui n'a pas terminé la course                           | HD      | Indique un coureur qui a terminé la course hors des délais |

| Movistar MOV                          | Movistar MOV               | Movistar MOV |
| ------------------------------------- | -------------------------- | ------------ |
| Num                                   | Coureur                    | Pos          |
| 1                                     | Alejandro Valverde (ESP)   | 5e           |
| 2                                     | Igor Antón (ESP)           | 44e          |
| 3                                     | Jesús Herrada (ESP)        | 28e          |
| 4                                     | Beñat Intxausti (ESP)      | 3e           |
| 5                                     | Ion Izagirre (ESP) (Route) | 2e           |
| 6                                     | Javier Moreno (ESP)        | AB           |
| 7                                     | Nairo Quintana (COL)       | 35e          |
| 8                                     | Winner Anacona (COL)       | AB           |
| Directeur sportif : José Luis Arrieta |                            |              |

| Katusha KAT                       | Katusha KAT             | Katusha KAT |
| --------------------------------- | ----------------------- | ----------- |
| Num                               | Coureur                 | Pos         |
| 11                                | Maxim Belkov (RUS)      | 52e         |
| 12                                | Alexandr Kolobnev (RUS) | 47e         |
| 13                                | Dmitry Kozontchuk (RUS) | 43e         |
| 14                                | Sergueï Lagoutine (RUS) | 31e         |
| 15                                | Daniel Moreno (ESP)     | 6e          |
| 16                                | Simon Špilak (SLO)      | 15e         |
| 17                                | Ángel Vicioso (ESP)     | 1er         |
| 18                                | Ilnur Zakarin (RUS)     | 16e         |
| Directeur sportif : Claudio Cozzi |                         |             |

| Cannondale-Garmin TCG                | Cannondale-Garmin TCG   | Cannondale-Garmin TCG |
| ------------------------------------ | ----------------------- | --------------------- |
| Num                                  | Coureur                 | Pos                   |
| 21                                   | Janier Acevedo (COL)    | 4e                    |
| 22                                   | Nathan Brown (USA)      | 14e                   |
| 23                                   | André Cardoso (POR)     | 29e                   |
| 24                                   |                         |                       |
| 25                                   | Joe Dombrowski (USA)    | 25e                   |
| 26                                   | Matej Mohorič (SLO)     | 22e                   |
| 27                                   | Tom-Jelte Slagter (NED) | 9e                    |
| 28                                   |                         |                       |
| Directeur sportif : Bingen Fernández |                         |                       |

| Caja Rural-Seguros RGA CJR             | Caja Rural-Seguros RGA CJR | Caja Rural-Seguros RGA CJR |
| -------------------------------------- | -------------------------- | -------------------------- |
| Num                                    | Coureur                    | Pos                        |
| 31                                     | David Arroyo (ESP)         | 46e                        |
| 32                                     | Sergio Pardilla (ESP)      | 12e                        |
| 33                                     | Amets Txurruka (ESP)       | 7e                         |
| 34                                     | Peio Bilbao (ESP)          | 10e                        |
| 35                                     | Hugh Carthy (GBR)          | 53e                        |
| 36                                     | Eduard Prades (ESP)        | 38e                        |
| 37                                     | Fabricio Ferrari (URU)     | 13e                        |
| 38                                     | Antonio Molina (ESP)       | AB                         |
| Directeur sportif : Eugenio Goikoetxea |                            |                            |

| Novo Nordisk TNN                      | Novo Nordisk TNN           | Novo Nordisk TNN |
| ------------------------------------- | -------------------------- | ---------------- |
| Num                                   | Coureur                    | Pos              |
| 41                                    | Kevin De Mesmaeker (BEL)   | 81e              |
| 42                                    | Joonas Henttala (FIN)      | 63e              |
| 43                                    | Nicolas Lefrançois (FRA)   | AB               |
| 44                                    | David Lozano (ESP)         | 56e              |
| 45                                    | Javier Mejías (ESP)        | 21e              |
| 46                                    | Andrea Peron (ITA)         | AB               |
| 47                                    | Charles Planet (FRA)       | 62e              |
| 48                                    | Christopher Williams (AUS) | AB               |
| Directeur sportif : Massimo Podenzana |                            |                  |

| Burgos BH BUR                     | Burgos BH BUR           | Burgos BH BUR |
| --------------------------------- | ----------------------- | ------------- |
| Num                               | Coureur                 | Pos           |
| 51                                | Sebastián Mascaro (ESP) | AB            |
| 52                                | David Belda (ESP)       | 30e           |
| 53                                | Jesús del Pino (ESP)    | 24e           |
| 54                                | Darío Hernández (ESP)   | AB            |
| 55                                | Ibai Salas (ESP)        | 66e           |
| 56                                | Pablo Torres (ESP)      | 73e           |
| 57                                | Víctor Martín (ESP)     | 50e           |
| 58                                | Igor Merino (ESP)       | 77e           |
| Directeur sportif : Diego Gallego |                         |               |

| Murias Taldea MUR                 | Murias Taldea MUR      | Murias Taldea MUR |
| --------------------------------- | ---------------------- | ----------------- |
| Num                               | Coureur                | Pos               |
| 61                                | Egoitz García (ESP)    | 45e               |
| 62                                | Garikoitz Bravo (ESP)  | 75e               |
| 63                                | Beñat Txoperena (ESP)  | 19e               |
| 64                                | Mikel Bizkarra (ESP)   | 42e               |
| 65                                | Haritz Orbe (ESP)      | 39e               |
| 66                                | Eneko Lizarralde (ESP) | 71e               |
| 67                                | Aritz Bagües (ESP)     | 74e               |
| 68                                | Imanol Estévez (ESP)   | 41e               |
| Directeur sportif : Jon Odriozola |                        |                   |

| AWT-Greenway AWT                | AWT-Greenway AWT               | AWT-Greenway AWT |
| ------------------------------- | ------------------------------ | ---------------- |
| Num                             | Coureur                        | Pos              |
| 71                              | Alexis Guérin (FRA)            | 49e              |
| 72                              | Michal Schlegel (CZE)          | 33e              |
| 73                              | Przemysław Kasperkiewicz (POL) | 69e              |
| 74                              | Erik Baška (SVK)               | AB               |
| 75                              | Rayane Bouhanni (FRA)          | AB               |
| 76                              | Jan Brockhoff (GER)            | 54e              |
| 77                              | Iván García (ESP)              | 59e              |
| 78                              | Álvaro Cuadros (ESP)           | 85e              |
| Directeur sportif : René Andrle |                                |                  |

| Équipe nationale d'Espagne espoirs ESP | Équipe nationale d'Espagne espoirs ESP | Équipe nationale d'Espagne espoirs ESP |
| -------------------------------------- | -------------------------------------- | -------------------------------------- |
| Num                                    | Coureur                                | Pos                                    |
| 81                                     | Julen Amézqueta (ESP)                  | 40e                                    |
| 82                                     | Mikel Aristi (ESP)                     | 80e                                    |
| 83                                     | Jaime Rosón (ESP)                      | 32e                                    |
| 84                                     | José Manuel Díaz (ESP)                 | 65e                                    |
| 85                                     | Cristian Rodríguez (ESP)               | 48e                                    |
| 86                                     | Xavier Pastallé (ESP)                  | 79e                                    |
| 87                                     | Héctor Sáez (ESP)                      | 72e                                    |
| 88                                     | Xabier San Sebastián (ESP)             | AB                                     |
| Directeur sportif : Pascual Momparler  |                                        |                                        |

| Inteja-MMR Dominican DCT             | Inteja-MMR Dominican DCT  | Inteja-MMR Dominican DCT |
| ------------------------------------ | ------------------------- | ------------------------ |
| Num                                  | Coureur                   | Pos                      |
| 91                                   | Diego Milán (DOM) (Route) | 57e                      |
| 92                                   | Adderlyn Cruz (DOM)       | AB                       |
| 93                                   | Joaquín Sobrino (ESP)     | AB                       |
| 94                                   | William Guzmán (DOM)      | AB                       |
| 95                                   | Rubén Menéndez (ESP)      | AB                       |
| 96                                   | Juan José Cueto (DOM)     | AB                       |
| 97                                   | Israel Nuño (ESP)         | 61e                      |
| 98                                   | Jonathan Sarmiento (COL)  | 67e                      |
| Directeur sportif : Adrián Palomares |                           |                          |

| Start-Massi STF                     | Start-Massi STF         | Start-Massi STF |
| ----------------------------------- | ----------------------- | --------------- |
| Num                                 | Coureur                 | Pos             |
| 101                                 | Rubén Caseny (ESP)      | AB              |
| 102                                 | Axel Costa (ESP)        | 58e             |
| 103                                 | Marc Vilanova (ESP)     | 64e             |
| 104                                 | Andreas Keuser (GER)    | 68e             |
| 105                                 | Christoph Danner (ESP)  | AB              |
| 106                                 | Luca Frasa (SUI)        | AB              |
| 107                                 | Marco-Tapio Niemi (FIN) | AB              |
| 108                                 | Daniel Quicibal (GUA)   | AB              |
| Directeur sportif : Mauricio Frazer |                         |                 |

| Lokosphinx LOK                          | Lokosphinx LOK          | Lokosphinx LOK |
| --------------------------------------- | ----------------------- | -------------- |
| Num                                     | Coureur                 | Pos            |
| 111                                     | Evgeny Shalunov (RUS)   | 17e            |
| 112                                     | Sergey Vdovin (RUS)     | 60e            |
| 113                                     | Alexander Vdovin (RUS)  | 78e            |
| 114                                     | Kirill Sveshnikov (RUS) | 26e            |
| 115                                     | Alexey Rybalkin (RUS)   | 76e            |
| 116                                     | Vasily Neustroev (RUS)  | 55e            |
| 117                                     | Sergey Shilov (RUS)     | 36e            |
| 118                                     |                         |                |
| Directeur sportif : Alexander Kuznetsov |                         |                |

| W52-Quinta da Lixa W52           | W52-Quinta da Lixa W52   | W52-Quinta da Lixa W52 |
| -------------------------------- | ------------------------ | ---------------------- |
| Num                              | Coureur                  | Pos                    |
| 121                              | Delio Fernández (ESP)    | 20e                    |
| 122                              | Juan Ignacio Pérez (ESP) | 51e                    |
| 123                              | Joaquim Silva (POR)      | 34e                    |
| 124                              | Carlos Ribeiro (POR)     | AB                     |
| 125                              | João Matias (POR)        | AB                     |
| 126                              | Raúl Alarcón (ESP)       | 84e                    |
| 127                              | António Carvalho (POR)   | AB                     |
| 128                              | Ángel Sánchez (ESP)      | AB                     |
| Directeur sportif : Nuno Ribeiro |                          |                        |

| Rádio Popular-Boavista RPB          | Rádio Popular-Boavista RPB | Rádio Popular-Boavista RPB |
| ----------------------------------- | -------------------------- | -------------------------- |
| Num                                 | Coureur                    | Pos                        |
| 131                                 | Alberto Gallego (ESP)      | 11e                        |
| 132                                 | Daniel Silva (POR)         | AB                         |
| 133                                 | Frederico Figueiredo (POR) | 37e                        |
| 134                                 | Nuno Bico (POR)            | 27e                        |
| 135                                 | Samuel Magalhães (POR)     | 83e                        |
| 136                                 | Rui Sousa (POR)            | 70e                        |
| 137                                 | César Fonte (POR)          | 23e                        |
| 138                                 | David Rodrigues (POR)      | 18e                        |
| Directeur sportif : José dos Santos |                            |                            |

| Keith Mobel-Partizan KMP          | Keith Mobel-Partizan KMP          | Keith Mobel-Partizan KMP |
| --------------------------------- | --------------------------------- | ------------------------ |
| Num                               | Coureur                           | Pos                      |
| 141                               |                                   |                          |
| 142                               | José Luis Roldán (es) (ESP)       | e                        |
| 143                               | Esteban Plaza (es) (ESP)          | e                        |
| 144                               | Juan Carlos Ramírez Navarro (ESP) | e                        |
| 145                               | Juan Jesús Martínez (ESP)         | e                        |
| 146                               | Javier Valero (ESP)               | e                        |
| 147                               | Juan Jesús Mata (ESP)             | e                        |
| 148                               | Carlos Lorente (ESP)              | e                        |
| Directeur sportif : Javier Chacón |                                   |                          |

| Skydive Dubai SKD                 | Skydive Dubai SKD           | Skydive Dubai SKD |
| --------------------------------- | --------------------------- | ----------------- |
| Num                               | Coureur                     | Pos               |
| 151                               | Francisco Mancebo (ESP)     | 8e                |
| 152                               | Ahmed Albalooshi (UAE)      | AB                |
| 153                               | Rafaâ Chtioui (TUN) (Route) | 82e               |
| 154                               | Khalid Ibrahim (UAE)        | AB                |
| 155                               |                             |                   |
| 156                               | Sultan Alhammadi (UAE)      | AB                |
| 157                               | Andrea Palini (ITA)         | AB                |
| 158                               | Mohamed Al Murawwi (UAE)    | AB                |
| Directeur sportif : Aritz Arberas |                             |                   |